# Nicolas Leblanc
Nicolas Leblanc (ur. 6 grudnia 1742 w Ivoy-le-Pré, zm. 16 stycznia 1806 w Saint-Denis) – francuski chemik i lekarz.
W 1791 roku opracował pierwszą metodę otrzymywania sody (węglanu sodu) na skalę przemysłową (tzw. metoda Leblanca). Metoda Leblanca była używana do lat 70. XIX wieku, kiedy to została zastąpiona przez metodę Solvaya.

## Życiorys
Leblanc skończył studia medyczne, otrzymał dyplom z chirurgii. Po studiach prowadził prywatną praktykę lekarską. Od około 1780 roku był osobistym lekarzem księcia Ludwika Burbona-Orleańskiego. W 1775 roku ożenił się, miał dzieci.
Leblanc wygrał konkurs Francuskiej Akademii Nauk na opracowanie metody otrzymywania węglanu sodu z chlorku sodu (soli kuchennej). Jego metoda okazała się prosta i tania. Z powodzeniem stosowana była przez okres stu lat. Jednak uczony nigdy nie otrzymał należnej mu nagrody. Nieprzechylny mu rząd rewolucyjnej Francji nie tylko odmówił mu wypłacenia nagrody, ale także skonfiskował jego patent i fabrykę sody. Zrujnowany finansowo zginął śmiercią samobójczą w 1806 roku.